# Municipio de Hamilton (condado de Warren)
El municipio de Hamilton (en inglés: Hamilton Township) es un municipio ubicado en el condado de Warren en el estado estadounidense de Ohio. En el año 2010 tenía una población de 23556 habitantes y una densidad poblacional de 257,85 personas por km².

## Geografía
El municipio de Hamilton se encuentra ubicado en las coordenadas 39°19′2″N 84°11′48″O / 39.31722, -84.19667. Según la Oficina del Censo de los Estados Unidos, el municipio tiene una superficie total de 91.35 km², de la cual 90.38 km² corresponden a tierra firme y (1.07%) 0.97 km² es agua.

## Demografía
Según el censo de 2010, había 23556 personas residiendo en el municipio de Hamilton. La densidad de población era de 257,85 hab./km². De los 23556 habitantes, el municipio de Hamilton estaba compuesto por el 94.75% blancos, el 1.93% eran afroamericanos, el 0.13% eran amerindios, el 1.29% eran asiáticos, el 0.03% eran isleños del Pacífico, el 0.45% eran de otras razas y el 1.41% pertenecían a dos o más razas. Del total de la población el 1.94% eran hispanos o latinos de cualquier raza.